# Girugamesh
Girugamesh (ギルガメッシュ, Girugamesshu) foi uma banda de rock visual kei formada em 2004 na região de Chiba. Seu nome é derivado do personagem de Final Fantasy Gilgamesh e algumas vezes é estilizado como girugämesh, usando um trema do metal.
Em meados de 2007 alcançaram sucesso internacional se apresentando no festival J-Rock Revolution. Após uma de suas turnês na Europa, anunciaram o fim das atividades em 2016. Contudo, em 2022 se reuniram para lançar a canção "engrave".

## História

### Formação (2004-2006)
Girugamesh foi formado em 2004 em Chiba, enquanto os membros ainda estavam no ensino médio, tanto que o baixista Shuu e o guitarrista Nii eram amigos desde o ensino fundamental. Para completar a formação, juntaram-se o vocalista Cyrien, o guitarrista Hotaru e o baterista Ryo, irmão de Nii. Pouco depois, Cyrien e Hotaru deixaram a banda e Satoshi assumiu a posição de vocalista. O primeiro single lançado foi "Jaleto", ainda independentes.
Logo após a banda assinou com a gravadora Gaina-Japan e começou a realizar shows em março. Seu primeiro single em uma gravadora, "Kaisen Sengen" foi lançado ainda neste ano e classificado na décima posição das paradas da Oricon Indies Albums.
Girugamesh embarcou em sua primeira turnê à escala nacional em 2005. Foram incluídos no DVD ao vivo, KINDLING VOL.1, junto de outras bandas como Phantasmagoria. Lançaram seu primeiro EP, Goku -Shohankei Enban-, em 5 de maio do mesmo ano. Logo depois, em 27 de setembro de 2006, seu primeiro álbum de estúdio intitulado 13th Reborn foi lançado, contendo uma das canções mais populares da banda: "Owari to Mirai".

### Sucesso internacional (2007-2015)

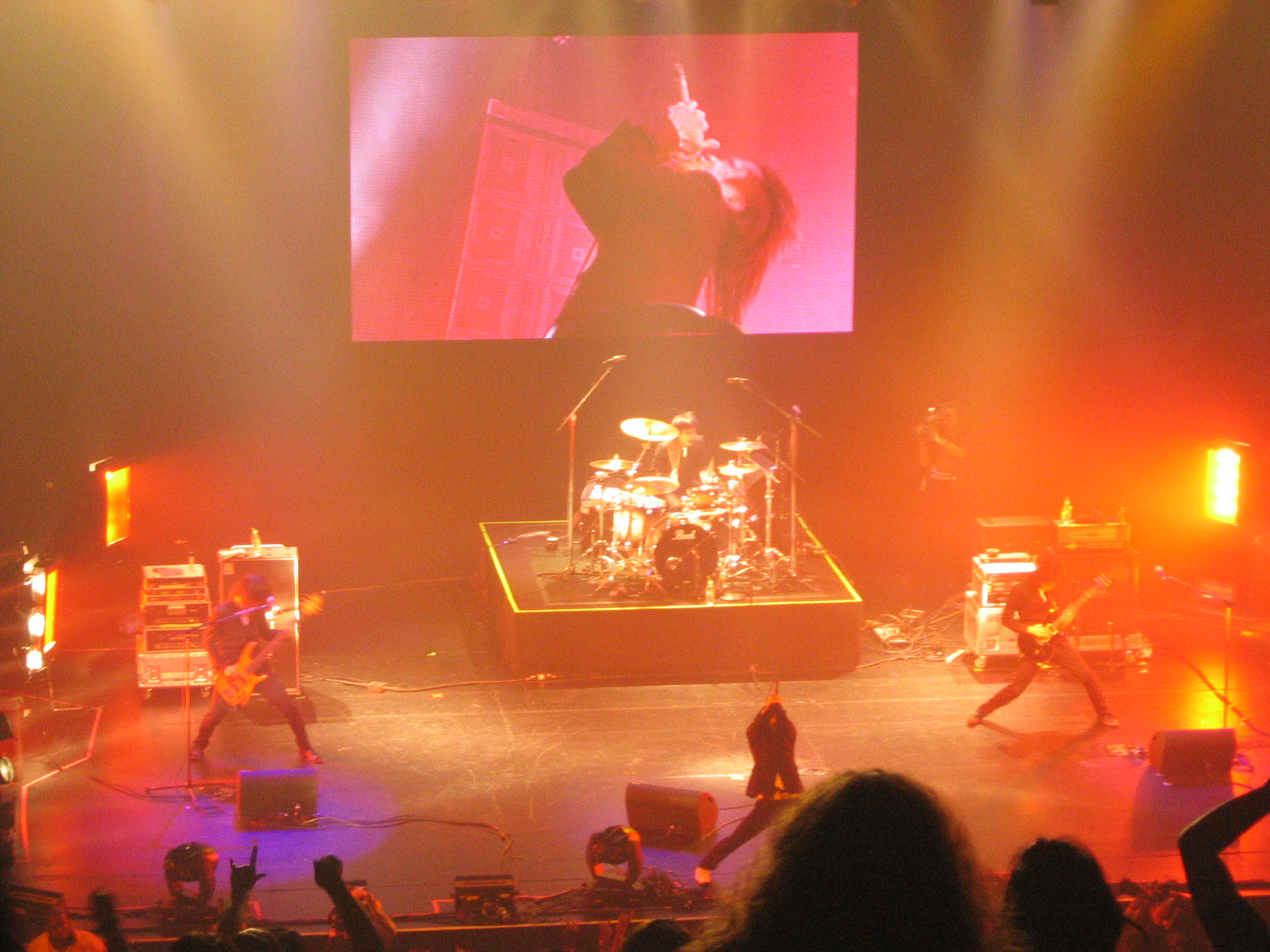
Girugamesh no J-Rock Revolution em 2007.

Em meados de 2007, Girugamesh assinou com selo europeu Gan-Shin. Em seguida, realizaram seu primeiro show internacional fazendo parte do festival J-Rock Revolution em Los Angeles, Califórnia, idealizado por Yoshiki. O festival contou com artistas como Mucc, Alice Nine, D'espairsRay, entre outros. No ano seguinte, se apresentaram no Wacken Open Air na Alemanha. Em 18 de julho, o grupo lançou o EP intitulado Reason of Crying. Alguns meses depois, em 26 de dezembro, lançaram o álbum auto intitulado Girugamesh, que também foi lançado na Europa e Estados Unidos. Alcançaram as posições 119° e 118° nas paradas da Oricon Albums Chart, respectivamente.

"Até agora, sentimos que somos classificados sendo uma banda visual kei, mas gostaríamos de sair desse molde e pequeno gênero. Enfim, gostaríamos de ser reconhecidos como uma banda internacional." —Яyo

Em 2008, o Girugamesh embarcou na turnê Stupid Tour '08 que contou com datas pelo Japão e também 38 perfomances pela Europa, sendo sua primeira turnê internacional. Em entrevista sobre a turnê, Яyo afirmou:
"Até agora, sentimos que somos classificados sendo uma banda visual kei, mas gostaríamos de sair desse molde e pequeno gênero. Enfim, gostaríamos de ser reconhecidos como uma banda internacional, como o KoЯn. Eles são dos Estados Unidos, mas são reconhecidos mundialmente." Desde outubro, a Hot Topic comercializava os produtos da banda nos EUA. Até o ano seguinte, embarcaram na turnê CRAZY TOUR 08-09 com um cronograma pesado de 47 datas. Participaram do Sakura-Con em Seattle no ano de 2009. A banda inclusive se tornou um meme na internet quando um garoto mostrado no comercial fez uma menção a banda.
Participaram do festival da banda D'erlanger, Abstinence's Door #005, em 19 de setembro de 2010. O álbum Go foi lançado em 26 de janeiro de 2011, sendo criticado por variar o estilo musical da banda para pop rock. Após o acontecimento, a banda entrou num curto hiato, tal qual foi quebrado em julho de 2012 com o lançamento do single "Zeechou BANG!!".
Em 2013, lançaram o sexto álbum Monster, incorporando elementos de música eletrônica ao seu som pesado. Se apresentaram em Macau no Hush!! Full Band Festival em 23 de novembro. No ano de 2014, fizeram uma turnê pela Europa em nove países e lançaram o álbum de grandes êxitos e regravações LIVE BEST. No dia 24 de setembro, lançaram o EP Gravitation e fizeram um show em comemoração aos 10 anos de banda. O vocalista Satoshi formou o projeto solo REDMAN.
Shuu recomeçou sua antiga banda chamada KEEL ao lado de outros músicos conhecidos na cena como Ryo do 9Goats Blackout e Tomoi do Laputa em 2015. Este ano também foi um ano silencioso para a banda, que estava apenas fazendo alguns shows enquanto os membros se concentravam em seus projetos solo.

### Chimerae fim da banda (2016)
Em fevereiro de 2016, Girugamesh lançou um mini-álbum intitulado "chimera". Segundo Ryo em uma entrevista, o título encaixa-se perfeitamente em como a banda é hoje: "Nós, Girugamesh, somos uma unidade híbrida. Nós não queremos encaixar nossa música no rótulo de visual kei, ou em qualquer outro. Girugamesh é como uma quimera, uma criatura híbrida, uma unidade diferente. O que nós fazemos deve ser apenas categorizado como girugamesh." A capa foi projetada por Satoshi.
Em maio, aconteceu mais uma turnê da banda pela Europa, contando com 12 datas. Após a turnê, o Girugamesh inesperadamente anunciou que iria encerrar as atividades, após 12 anos juntos, e faria seu último show em 10 de julho em Tóquio no Zepp DiverCity.

### Pós encerramento (2017-presente)
No ano seguinte a dissolução, Shuu começou um novo projeto solo e uma marca de roupas, ambos nomeados Mister Eight. O vocalista Satoshi comentou sobre a dissolução da banda e seu projeto solo de curta duração (o REDMAN): "Eu quis provocar o Girugamesh. Foi meu jeito de dizer a eles "Quero que a gente volte rápido!", minha única razão para começar este projeto".
Em 2020, o baterista Ryo fundou sua própria gravadora, a Wolves anchor DC. Previamente, já estava trabalhando na produção musical de várias bandas, como por exemplo Deviloof.

## Integrantes
- Satoshi (左迅) - vocais, principal letrista (2004-2016, 2022)
- Nii (弐) - guitarra (2004-2016, 2022)
- Shuu (愁) - baixo (2004-2016, 2022)
- Яyo (亮) - bateria, principal compositor (2004-2016, 2022)

### Ex integrantes
- Cyrien - vocais (2004)
- Hotaru - guitarra (2004)

## Discografia
Álbuns de estúdio
| Título      | Lançamento             | Posição na Oricon |
| ----------- | ---------------------- | ----------------- |
| 13's Reborn | 27 de setembro de 2006 | 122               |
| Girugamesh  | 26 de dezembro de 2007 | 118               |
| MUSIC       | 7 de novembro de 2007  | 36                |
| NOW         | 8 de julho de 2009     | 35                |
| GO          | 1 de junho de 2011     | 30                |
| MONSTER     | 27 de novembro de 2013 | 50                |

EP's
- Goku -Shohankei Enban- (獄-初犯型円盤-) (25 de maio de 2005)
- Reason of Crying (18 de julho de 2007)
- Gravitation (24 de setembro de 2016)
- Chimera (鵺 -chimera-) (20 de janeiro de 2016)

Singles
- "Jelato" (3 de agosto de 2004)
- "Kaisen Sengen ~Kikaku Kata Enban~" (15 de agosto de 2004)
- "Mikongyaku" (24 de agosto de 2004)
- "Kuukyo no Utsuwa ~Kyosaku Kata Enban~" (25 de dezembro de 2004)
- "Kosaki Uta ~Kaijou Kata Enban~" (8 de fevereiro de 2005)
- "Kyozetsusareta Tsukue -Tandoku Kata Enban-" (17 de junho de 2005)
- "Fukai no yami -Mayosake Kata Enban-" (14 de setembro de 2005)
- "Honnou Kaihou -Kakusei Kata Enban-" (30 de novembro de 2005)
- "Risei Kairan -Ranchou Kata Enban-" (30 de novembro de 2005)
- "Rei -Zero- -Mukei Kata Enban-" (5 de abril de 2006)
- "Omae ni Sasageru Minikui Koe" (12 de abril de 2006)
- "Volcano" (14 de março de 2007, DVD single)
- "Alive" (10 de junho de 2009)
- "Color" 7 de julho de 2010)
- "Inochi no ki" (10 de Julho de 2010)
- "Zecchou BANG!!" (4 de Julho de 2012)
- "Zan tetsu ken" (26 de Setembro de 2012)
- "INCOMPLETE" (11 de Setembro de 2013)

### Álbuns ao vivo
- LIVE BEST (26 de Março de 2014)